# 托托克人
托托克人，是一個印尼語字眼是指印尼由荷蘭東印度公司至1949年獨立的殖民時期內移民或生於當地的荷蘭人，其他歐洲人，或華人。
在18-19世紀它在巴達維亞的殖民者中普及，他們最初創造了這個詞來形容外國出生的“純血”新移民，而不是歐亞混血或土著。當更多的荷蘭人出生在東印度群島時，這個詞在描述那些獨特的歐洲血統或族譜上更接近歐洲人的居民。
托托克的反義詞是Peranakan，簡單的意思是“後代”，用在與亞洲土著人混合的其他種族。